# Gouania
Gouania is een monotypisch geslacht van straalvinnige vissen uit de familie van de schildvissen (Gobiesocidae). Het geslacht is voor het eerst wetenschappelijk beschreven in 1846 door Bonaparte.

## Soort
- Gouania willdenowi (Risso, 1810)